# Zohar Mohamed Zarwan
Hassan Al-Haidos (Colombo, 23 de abril de 1996) es un futbolista srilanqués que juega en la demarcación de centrocampista para el Up Country Lions SC de la Liga Premier de Sri Lanka.

## Selección nacional
Hizo su debut con la selección de fútbol de Sri Lanka el 26 de agosto de 2014 en un encuentro amistoso contra Seychelles que finalizó con un resultado de 1-2 a favor del combinado srilanqués tras los goles de Gervais Waye-Hive para Seychelles, y de Mohamed Rifnas y el propio Zarwan para Sri Lanka. Además llegó a disputar el Campeonato de la SAFF 2015 y dos partidos de clasificación para la Copa Mundial de Fútbol de 2018.

### Goles internacionales
| # | Fecha                | Estadio                              | Oponente   | Gol | Resultado | Competición |
| - | -------------------- | ------------------------------------ | ---------- | --- | --------- | ----------- |
| 1 | 26 de agosto de 2014 | Estadio Linité, Victoria, Seychelles | Seychelles | 1-1 | 1–2       | Amistoso    |

## Clubes
| Club                | País       | Año       |
| ------------------- | ---------- | --------- |
| Java Lane SC        | Sri Lanka  | 2014-2015 |
| Northern Dynamo FC  | Seychelles | 2015-2016 |
| Colombo FC          | Sri Lanka  | 2016-2025 |
| Up Country Lions SC | Sri Lanka  | 2025-     |